# Дреница (река)
Дреница е река в Косово, ляв приток на Ситница. Реката дава и името на района през който протича - Дреница.
Дължината ѝ е 50 km, а водосборния ѝ басейн обхваща 447 km ². Влива се край Косово поле в Ситница.